# Niederndorf (Kraftsdorf)
Niederndorf ist ein Ortsteil von Kraftsdorf im Landkreis Greiz in Thüringen.

## Geografie
Der Ortsteil liegt zwischen Harpersdorf und Töppeln, westlich von Gera im Erlbachtal. Das Tal und die befindliche Landesstraße 1070 steigt von Ost nach West langsam von 218 auf 228 Meter über NN. Die Bundesautobahn 4 flankiert nördlich die Gemarkung und die Eisenbahnstrecke Gera – Erfurt führt durch die Flur.

## Geschichte

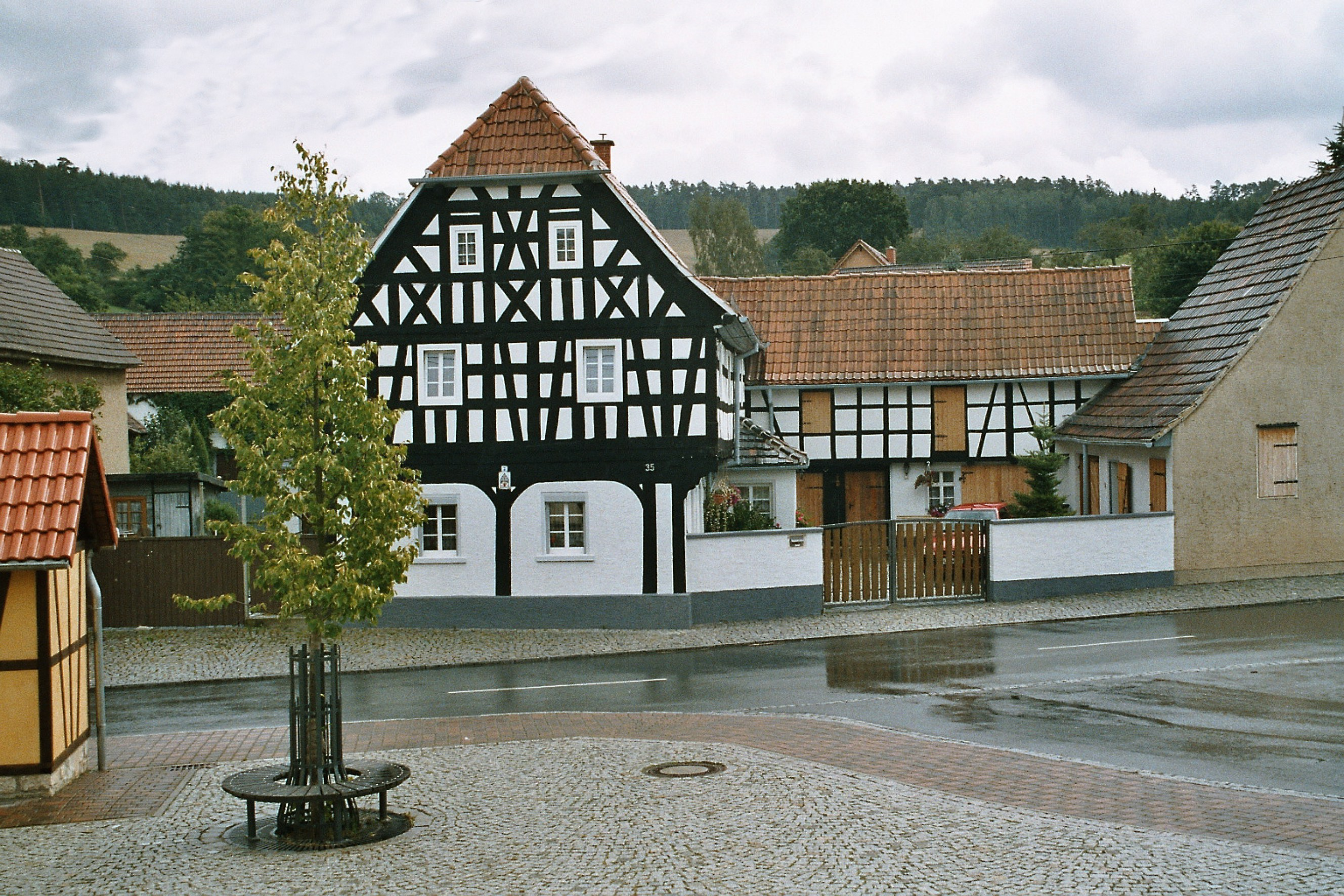
Fachwerkhaus

Erstmals wurde Niederndorf am 11. April 1346 urkundlich erwähnt. Eine Kirche, in Teilen noch romanische Ursprungs, wurde nach einem Brand 1689/90 wiederhergestellt. Am 1. Juli 1950 wurde Kaltenborn eingegliedert. Am selben Tag wurden die Bauerndörfer Oberndorf und Harpersdorf nach Kraftsdorf eingemeindet.